# 马耶讷河畔马蒂涅
马耶讷河畔马蒂涅（法語：Martigné-sur-Mayenne，法語發音：[maʁtiɲe syʁ majɛn]）是法国马耶讷省的一个市镇，马耶讷河左岸大约4公里处，属于马耶讷区。

## 地理
马耶讷河畔马蒂涅（48°11'40"N, 0°39'47"W）面积31.61 平方千米，位于法国卢瓦尔河地区大区马耶讷省，该省份为法国西北部内陆省份，北起芒什省和奧恩省，西接伊勒-维莱讷省，南至曼恩-卢瓦尔省，东临萨尔特省。
与马耶讷河畔马蒂涅接壤的市镇（或旧市镇、城区）包括：孔泰斯、阿莱克桑、拉巴祖日德萨勒、沙隆迪曼恩、科梅、萨塞、圣日尔曼当克叙尔。
马耶讷河畔马蒂涅的时区为UTC+01:00、UTC+02:00（夏令时）。

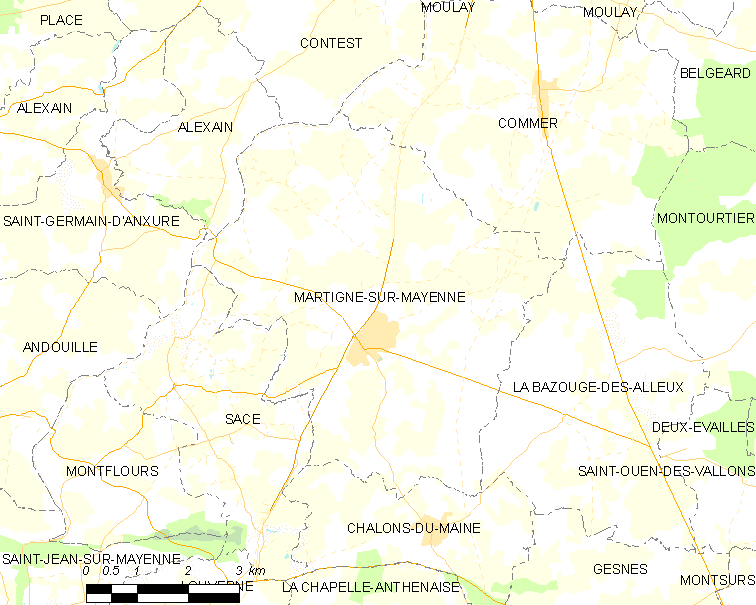
马耶讷河畔马蒂涅的OSM定位图

## 行政
马耶讷河畔马蒂涅的邮政编码为53470，INSEE市镇编码为53146。

## 政治
马耶讷河畔马蒂涅所属的省级选区为拉赛堡县。

## 交通
法国国道N162线和马耶讷省省道D12线、D250线、D277线及D508线在境内交汇。

## 人口

1962-2008年间马耶讷河畔马蒂涅人口变化图示

马耶讷河畔马蒂涅于2022年1月1日时的人口数量为1884人。